# Rio Real (Brasil)
O rio Real é um rio brasileiro que banha os estados da Bahia e de Sergipe, dava nome à Vila de Campos do Rio Real (atual município de Tobias Barreto) e ao município baiano de Rio Real. Nasce no município de Poço Verde no semiárido sergipano.